# Christoph Wiederkehr
Christoph Wiederkehr (ur. 12 kwietnia 1990 w Oberndorfie bei Salzburg) – austriacki polityk i samorządowiec, w latach 2020–2025 członek rządu krajowego Wiednia, od 2025 minister edukacji.

## Życiorys
W 2013 ukończył nauki polityczne na Uniwersytecie Wiedeńskim. W 2018 na tej samej uczelni uzyskał magisterium. Kształcił się także w Instytucie Nauk Politycznych w Paryżu. Był pracownikiem Trybunału Konstytucyjnego. Zaangażował się w działalność polityczną w ramach liberalnej partii NEOS. W latach 2013–2015 kierował jej organizacją studencką, od 2015 do 2018 przewodniczył wiedeńskiemu oddziałowi młodzieżówki JUNOS. W 2018 został przewodniczącym swojego ugrupowania w Wiedniu, a w 2021 powołano go na wiceprzewodniczącego federalnych struktur partii.
W 2015 został radnym miejskim Wiednia i jednocześnie posłem do stołecznego landtagu. W latach 2018–2020 kierował frakcją NEOS-u. W listopadzie 2020 dołączył do rządu krajowego Wiednia, w którym odpowiadał za sprawy edukacji, młodzieży, integracji i transparentności; został wówczas także zastępcą burmistrza austriackiej stolicy. W marcu 2025 objął urząd ministra edukacji, nauki i badań naukowych w nowo powołanym gabinecie Christiana Stockera. W kwietniu 2025 w wyniku zmian struktury resortów przeszedł na stanowisko ministra edukacji.